# Earl Winterton

Wappen der Earls Winterton

Earl Winterton, in the County of Galway, ist ein erblicher britischer Adelstitel in der Peerage of Ireland.

## Verleihung
Der Titel wurde am 12. Februar 1766 für den Unterhausabgeordneten Edward Garth-Turnour, 1. Baron Winterton geschaffen. Zusammen mit dem Earldom wurde ihm der nachgeordnete Titel Viscount Turnour, of Gort in the County of Galway, verliehen. Bereits am 10. April 1761 war er zum Baron Winterton, of Gort in the County of Galway, erhoben worden. Die Titel gehören zur Peerage of Ireland. Beim Tod seiner Mutter 1744 hatte er deren Geburtsnamen Turnour angenommen.
Dem 6. Earl wurde am 15. Februar 1952 der Titel Baron Turnour, of Shillinglee in the County of Sussex. Dieser Titel gehörte zur Peerage of the United Kingdom und war im Gegensatz zu den irischen Titeln mit einem erblichen Sitz im House of Lords verbunden. Diese Baronie erlosch, als der 6. Earl am 27. August 1962 kinderlos starb. Das Earldom und die übrigen Titel fielen an seinen Cousin dritten Grades, den Kanadier Ronald Turnour, als 7. Earl.
Historischer Stammsitz der Earls war Shillinglee in West Sussex.

## Liste der Earls Winterton (1766)
- Edward Garth-Turnour, 1. Earl Winterton (1734–1788)
- Edward Turnour, 2. Earl Winterton (1758–1831)
- Edward Turnour, 3. Earl Winterton (1784–1833)
- Edward Turnour, 4. Earl Winterton (1810–1879)
- Edward Turnour, 5. Earl Winterton (1837–1907)
- Edward Turnour, 6. Earl Winterton (1883–1962)
- Ronald Turnour, 7. Earl Winterton (1915–1991)
- David Turnour, 8. Earl Winterton (* 1943)

Mutmaßlicher Titelerbe (Heir Presumptive) ist der jüngere Bruder des aktuellen Titelinhabers, Robert Charles Turnour (* 1950).